# 1. divisjon 2014
La 1. divisjon 2014 è la 66ª del secondo livello del campionato norvegese di calcio. Il campionato è iniziato il 6 aprile 2014 ed è terminato il 2 novembre 2014 con l'ultima giornata. Il Sandefjord ha vinto il campionato.

## Novità
Dalla 1. divisjon 2013 sono state promosse in Eliteserien 2014 il Bodø/Glimt e lo Stabæk, mentre sono state retrocesse in 1. divisjon 2014 il Tromsø e l'Hønefoss.

Dalla 1. divisjon 2013 sono state retrocesse in 2. divisjon 2014 il Vard Haugesund, il Kongsvinger, il Follo e l'Elverum. Sono state promosse in 1. divisjon 2014 il Bærum, l'Alta, il Nest-Sotra e il Tromsdalen.

## Squadre partecipanti
| Club            | Città        | Stadio              | Posizione 2013                   |
| --------------- | ------------ | ------------------- | -------------------------------- |
| Alta            | Alta         | Finnmarkshallen     | 1º posto in 2. divisjon gruppo 2 |
| Bryne           | Bryne        | Bryne Stadion       | 7º posto                         |
| Bærum           | Sandvika     | Sandvika Stadion    | 1º posto in 2. divisjon gruppo 1 |
| Fredrikstad     | Fredrikstad  | Fredrikstad Stadion | 10º posto                        |
| HamKam          | Hamar        | Briskeby gressbane  | 5º posto                         |
| Hødd            | Ulstein      | Høddvoll Stadion    | 3º posto                         |
| Hønefoss        | Hønefoss     | Aka Arena           | 16º posto in Eliteserien         |
| Kristiansund BK | Kristiansund | Atlanten Stadion    | 9º posto                         |
| Mjøndalen       | Mjøndalen    | Isachsen Stadion    | 6º posto                         |
| Nest-Sotra      | Sotra        | Ågotnes Stadion     | 1º posto in 2. divisjon gruppo 3 |
| Ranheim         | Trondheim    | DNB Arena           | 4º posto                         |
| Sandefjord      | Sandefjord   | Komplett.no Arena   | 8º posto                         |
| Strømmen        | Strømmen     | Strømmen Stadion    | 11º posto                        |
| Tromsdalen      | Tromsø       | Tromsdalen Stadion  | 1º posto in 2. divisjon gruppo 4 |
| Tromsø          | Tromsø       | Alfheim Stadion     | 15º posto in Eliteserien         |
| Ullensaker/Kisa | Jessheim     | UKI Arena           | 12º posto                        |

## Classifica finale
|  | Pos. | Squadra         | Pt | G  | V  | N  | P  | GF | GS | DR  |
|  | ---- | --------------- | -- | -- | -- | -- | -- | -- | -- | --- |
|  | 1.   | Sandefjord      | 69 | 30 | 20 | 9  | 1  | 62 | 24 | +38 |
|  | 2.   | Tromsø          | 59 | 30 | 18 | 5  | 7  | 67 | 27 | +40 |
|  | 3.   | Mjøndalen       | 51 | 30 | 14 | 9  | 7  | 57 | 36 | +21 |
|  | 4.   | Kristiansund BK | 49 | 30 | 13 | 10 | 7  | 53 | 39 | +14 |
|  | 5.   | Bærum           | 49 | 30 | 15 | 4  | 11 | 51 | 52 | -1  |
|  | 6.   | Fredrikstad     | 48 | 30 | 14 | 6  | 10 | 35 | 26 | +9  |
|  | 7.   | Ranheim         | 46 | 30 | 13 | 7  | 10 | 45 | 34 | +11 |
|  | 8.   | Hødd            | 43 | 30 | 12 | 7  | 11 | 48 | 49 | -1  |
|  | 9.   | Bryne           | 42 | 30 | 13 | 3  | 14 | 48 | 55 | -7  |
|  | 10.  | Strømmen        | 41 | 30 | 11 | 8  | 11 | 59 | 54 | +5  |
|  | 11.  | Hønefoss        | 40 | 30 | 12 | 4  | 14 | 39 | 55 | -16 |
|  | 12.  | Nest-Sotra      | 37 | 30 | 10 | 7  | 13 | 49 | 51 | -2  |
|  | 13.  | Alta            | 34 | 30 | 9  | 7  | 14 | 33 | 51 | -18 |
|  | 14.  | Tromsdalen      | 31 | 30 | 8  | 7  | 15 | 44 | 56 | -12 |
|  | 15.  | Ullensaker/Kisa | 23 | 30 | 6  | 5  | 19 | 26 | 51 | -25 |
|  | 16.  | HamKam          | 7  | 30 | 1  | 4  | 25 | 22 | 78 | -56 |

Legenda:

      Promosse in Eliteserien 2015

      Ammesse ai play-off promozione

      Retrocesse in 2. divisjon 2015

Note:

Tre punti a vittoria, uno a pareggio, zero a sconfitta.

## Classifica marcatori
| Gol |  |  | Giocatore               | Squadra         |
| --- |  |  | ----------------------- | --------------- |
| 19  |  |  | Pål Alexander Kirkevold | Sandefjord      |
| 16  |  |  | Robin Shroot            | Hødd            |
| 16  |  |  | Jean Alassane Mendy     | Kristiansund BK |
| 16  |  |  | Sanel Kapidžić          | Mjøndalen       |
| 15  |  |  | Zdeněk Ondrášek         | Tromsø          |
| 15  |  |  | Kjell Rune Sellin       | Sandefjord      |

## Verdetti
- promosse nell'Eliteserien 2015:  Sandefjord,  Tromsø e  Mjøndalen
- qualificate ai play-off promozione:  Mjøndalen (vincitore),  Kristiansund BK,  Bærum e  Fredrikstad
- retrocesse nella 2. divisjon 2015:  Alta,  Tromsdalen,  Ullensaker/Kisa e  HamKam